# Євсеєв Віктор Михайлович
Євсеєв Віктор Михайлович (1912–1955) — вчений-археолог, краєзнавець. З 1950 по 1955 рік — директор Сталінського обласного краєзнавчого музею (тепер Донецький обласний краєзнавчий музей). У 1935 році під час археологічних розкопок на території Донецької області, відкрив ряд палеолітичних стоянок на річці Кринка в басейні Міусу, знайшов перше з найдавніших в Україні ашельське ручне рубило.

## Окремі праці
- Євсєєв В. М. Палеолітична стоянка Амвросіївка. В кн.: Палеоліт і неоліт України, т. 1. К., 1947